# ICarly (sæson 5)
Den femte sæson af iCarly begyndte at vises på Nickelodeon den 13. august 2011 og sluttede den 21. januar 2012 efter 11 episoder.

## Oversigt over handling
Efter begivenhederne i afsnittet "iOMG" i sæson 4, hvor Sam kyssede Freddie, forsvinder hun i tre dage. Carly ved hvad Sams mobiltelefons adgangskode er, og brugen af mobiltelefon-tracking software afslører, at Sam har indlagt sig selv på et psykiatrisk hospital. Freddie besøger hende for at finde ud af, at hun ikke kan håndtere sine blandede følelser af kærlighed og had til ham. Freddie afslører, på en iCarly webcast live fra den psykiatrisk hospital, at også hans følelser er vigtige. Han går op til hende og kysser hende, som symboliserer starten på et nyt forhold.
I de næste par episoder ("iLost My Mind", "Idate Sam & Freddie", "iCan't Take It", og "iLove You"), er Sam og Freddies forhold voksende. Sam og Freddie er et par, men de holder slås over løsningen på ét problem og Carly ender med at blive deres ufrivillige 'parterapeut'. Dette driver Carly til vanvid, når Sam og Freddie ender med at gå til Carly klokken 3 om morgenen for et dumt skænderi. Carly ender med at blive trukket ind i en middags-date med Sam og Freddie, men bliver virkelig ophidset, da hun skal sidde ved et bord for sig selv.
Efter en anden kamp mellem de to, går Carly hjem og forlader Sam og Freddie forvirret.
I næste episode, er Spencer tvunget til at lyve for Fru Benson om, hvor Freddie er, fordi hun ikke kender til hans og Sams forhold. Fordi Sam er i et forhold med Freddie, hendes tidligere syndebuk, er hendes nye syndebuk Gibby. Gibby ikke lide, hvordan Sam behandler ham, så han beslutter sig for at rådføre sig med Fru Benson om Sam og Freddies forhold. Hun kan ikke godtage deres forhold.
I den næste episode, siger Carly, at Sam og Freddie skal prøve hinandens hobbyer, men da Sam besøger Freddies modeltog-klub springer hun togene op, hvor på at Freddie bliver smidt ud.
Så Sam tager Freddie med for at besøge hendes onkel Carmine og fætter Chaz i fængsel. Hun putter skinke i hans bukser, som til sidst får ham fanget af sikkerhedsvagterne, som ophidser Carmine og Chaz. Sam og Freddie ender at bryde op i slutningen grundet af noget, Carly sagde: at de har en forbindelse mellem hinanden, men deres personligheder er for forskellige. Forholdet slutter på en forholdsvis venlig bemærkning, med antydningen af genopblussen skal en af dem arbejde på deres personlighed.

## Episoder
| Episode i sæson | Episode i serie | Originalt episode navn       | Dansk episode navn    | Instrueret af | Skrevet af                        | Handling | Dato for amerikansk TV-premiere | Amerikanske seere (mio.) |
| --------------- | --------------- | ---------------------------- | --------------------- | ------------- | --------------------------------- | --- | ------------------------------- | ------------------------ |
| 1. afsnit       | 84. afsnit      | iLost My Mind                | iMistede min forstand | Steve Hoefer  | Dan Schneider & Matt Fleckenstein | Tre dage efter begivenhederne i "iOMG"-afsnittet, forsøger Carly at finde ud af, hvor Sam er, fordi hun ikke har set hende siden kyssset mellem Sam og Freddie. Freddie lokaliserer Sam på et psykiatrisk hospital ved at opspore hendes mobiltelefon. Sam afslører, at hun selv tjekkede ind på det mentale hospital, ude af stand til at håndtere sine følelser over for Freddie. Efter en snak med Freddie, er hun klar til at forlade hospitalet, men er ikke i stand til at forlade hospitalet, da hun har brug for en forælder for at blive udskrevet. Men Sams mor ved at bliver opereret. For at få hende ud klæder Spencer sig ud som Sams mor, men hans forklædning er hurtigt gennemskuet af en gammel ven af hans fra juratiden, der ikke forstår situationen. Ude af stand til at få Sam ud i tide til at lave "iCarly", sender banden showet live fra det psykiatriske hospital, hvor Freddie fortæller, hvordan han føler og lidenskabeligt kysser Sam. | 13. august 2011                 | 5.5                      |
| 2. afsnit       | 85. afsnit      | iDate Sam & Freddie          | iDater Sam og Freddie | Steve Hoefer  | Dan Schneider & Jake Farrow       | Efter begivenhederne i "iLost My Mind", begynder Sam og Freddie et meget heftigt forhold, hvor problemer cirkulere rundt Carly og hun skal løse deres problemer (selv en kl 3 om natten). Gibby finder en hvalp, og han ønsker at dele den med Carly, i et forsøg på at komme tættere på hende. Freddie og Sam på en date, hvor Carly tager med dem for at løse deres problem, hvis de kommer ind i en. Efter Sam og Freddie kritisere hinanden, bliver Carly vred og siger, at hvis de ikke selv kan kontrollerer hver problem, bør de ikke date hinanden. | 10. september 2011              | 4.1                      |
| 3. afsnit       | 86. afsnit      | iCan't Take It               | iKan ikke tage det    | Adam Weissman | Dan Schneider & Arthur Gradstein  | Gibby forsøger at få Sam og Freddie til at slå op, da Sam nu bruger ham som mål for sine voldelige tendenser. Han rekrutterer Carly, som er i tvivl om, hvis side til hun skal tage (selv efter Sam og Freddie udebliver fra en iCarly show og hende og Gibby kører showet på egen hånd). Han har også rekrutterer Mrs Benson, ved at fortælle hende, at hendes søn dater Sam. I mellemtiden er Freddie ansøgning til "NERD Camp" afvist, men det ved han ikke, da Sam har smadret ansøgningen. Da Freddie finder ud af det, at han truer med at dumpe Sam. Carly, der endelig er kommet på sine venners side, hjælper med at glatte ud, og de to bliver sammen, mens en angerende Gibby synger en kærlighedssang. I mellemtiden får Freddie Spencer til at lyve overfor Fru Benson for at dække over hans forhold til Sam. Spencer, træt af at lyve, forsøger at åbne et bageri fra deres loft for at gøre sin løgn til sandhed. | 17. september 2011              | 4.8                      |
| 4. afsnit       | 87. afsnit      | iLove You                    | iElsker dig           | Steve Hoefer  | Dan Schneider & Jake Farrow       | Carly overbeviser Sam og Freddie at prøve hinandens fritidsinteresser. Freddie tager Sam til hans modeltog-klub, hvor hun ødelægger ting og sager, så Freddie bliver smidt ud. Sam tager Freddie med i fængsel for at besøge hendes onkel Carmine og fætter Chaz. Spencer's babysitter fra fortiden ankommer og begynder at behandle ham som en 4-årig. På grund af dette snakker Carly med dem, hvor hun siger at hvis de kan lide hinanden, skal de opfører sig efter det. Sam og Freddie overhører dette og tager Carly's råd til sig. I elevatoren indrømmer de, at de elsker hinanden, men ender med at bryde op. | 24. september 2011              | 3.5                      |
| 5. afsnit       | 88. afsnit      | iQ                           | iQ                    | David Kendall | Dan Schneider & Matt Fleckenstein | Sam og Freddie hjælper Carly med at imponere sin seneste crush, Kyle, ved at lave om på sig selv. Men hun beslutter, at hun ikke kan huske alle de ting hun har indlært sig selv, beslutter hun sig for at skrive noter på hendes arm. Kyle fanger hende i at læse på hendes arm, hvilket fører til en pause imellem dem. I mellemtiden er T-Bo smidt ud fra "The Groovy Smoothie" og Freddie giver ham derfor en chance for at flytte ind i hans og fru Bensons loft, men det skal være en person, som fru Benson vil acceptere, hvilket fører Freddie og Sam til at ville ændre ham op til interviewet med Fru Benson. | 1. oktober 2011                 | 3.8                      |
| 6. afsnit       | 89. afsnit      | iBloop 2: Electric Bloopaloo |                       | Clayton Boen  | Dan Schneider & Matt Fleckenstein | Christopher Cane (Rex fra Victorious) laver interviews med skuespillere og viser deres bloopers fra showet. Interviewene er i følgende rækkefølge: Jennette McCurdy (Sam), Nathan Kress (Freddie), Jerry Trainor (Spencer), Boog!e (T-Bo, selvom de ikke gennemgår hans bloopers), Noah Munck (Gibby), og Miranda Cosgrove (Carly). | 28. december 2011               | 3.1                      |
| 7-8. afsnit     | 90-91. afsnit   | iStill Psycho                | iStadig psyko         | David Kendall | Dan Schneider & Jake Farrow       | Carly, Sam, Freddie, og Gibby er inviteret til Nora Derschlit's prøveløsladelse-hørelse. Som ofre for hendes forbrydelse, har iCarlys indflydelse på, hvorvidt Nora skal løslades fra fængslet. De beslutter sig for at lade hende gå. Efter Nora og hendes mor inviterer iCarly-kliken til deres hus til en omgang norsk aftensmad, bliver de på venskabelig fod med Nora igen. Men da Spencer kommer for at samle dem op, låser Nora's mor ham ind i kælderen på en roulette, som styres af en speciel fjernbetjening. Nora og hendes mor nægter at lade iCarly-kliken gå. Nora siger, at hendes fødselsdagsfest vil være "for evigt og altid, og altid ..." Gibby, som prøver at flygte for at få hjælp, sidder fast i skorstenen. Den næste morgen, vender Noras far tilbage fra sin campingtur og bliver en del af skandalen. I mellemtiden, er T-Bo smidt ud af Bensons lejligheden efter Mrs Benson finder ud af, hvem den virkelige T-Bo er. Hun får en nødsituations-anmeldelse på Freddies "tracking-enhed", der fortæller hende, at han er i problemer. Fru Benson og T-Bo kører over til Noras hus på T-Bo's motorcykel og kører gennem døren for at redde iCarly-kliken. Nora og hendes forældre ender gå i fængsel for evigt. Noter: Dette er efterfølgeren til "iPsycho" fra sæson 3 af iCarly. | 31. december 2011               | 5.5                      |
| 9. afsnit       | 92. afsnit      | iBalls                       | iBolde                | Russ Reinsel  | Dan Schneider & Ben Huebscher     | Efter Carly er taget til at tage til Yakima i weekenden, beslutter Freddie han vil være et kreativ medlem af iCarly-teamet. Freddie ønsker at være medvært på showet sammen med Sam, mens Gibby styrer kameraet. Tingene går dog galt da ingen tror på at hans sketch er sjov. Sam overbeviser Freddie om at afprøve flere 3-D-effekter, hvilket han gør. Dette ændre folks syn på ham. Freddie er snart forsikret om, at han er kreativ, da han har en vision om at han helbreder en ung pige med en øjenlidelse. I mellemtiden hyrer Spencer en personlig assistent ved navn Marty. | 7. januar 2012                  | 4.1                      |
| 10. afsnit      | 93. afsnit      | iMeet the First Lady         | iMøder førstedamen    | Adam Weissman | Dan Schneider & Arthur Gradstein  | Det er Carly's far fødselsdag, og tingene ikke går som planlagt. Han skulle komme hjem til hans fødselsdag, og fejre det med Carly og Spencer, men kan ikke komme på grund af en nødsituation. Sam og Freddie får det dårligt med, hvad der skete, så de forbinder hende op med ham via en videochat. Det finder Secret Service ud af, og Carly, Sam, og Freddie tror, de er i problemer, og at de vil blive arresteret. Så Sam overgiver sig, og Carly og Freddie forklæder sig, men agenterne finder ud af det er dem. Agenterne bringer dem til førstedamen (Michelle Obama), som fandt ud af om webcast og synes, at det var virkelig dejligt, hvad Sam og Freddie gjorde for deres ven, og hvad Carly sagde til sin far om, hvor stolt hun var af ham, fordi han er i militæret og at Carly siger, at hun elsker ham. | 16. januar 2012                 | 4.3                      |
| 11. afsnit      | 94. afsnit      | iToe Fat Cakes               | iTå fedt kager        | Russ Reinsel  | Dan Schneider & Matt Fleckenstein | Efter at Sam vinder en gylden billet til en canadisk Fat Cake VIP Tour rejser Sam, Freddie, Spencer, og Gibby til Fat Cake fabrikken i Canada, men Sams grådighed får hende til at forsøge at smugle over 100 Fat-kager med over grænsen, men canadiske Fat-kager er ulovlige i USA. Politiet og grundlæggeren af Fat-kager finder ud af det og Sam er i dybe problemer. | 21. januar 2012                 | 4.8                      |

## Medvirkende
| Skuepsiller      | Rolle          |
| ---------------- | -------------- |
| Miranda Cosgrove | Carly Shay     |
| Jerry Trainor    | Spencer Shay   |
| Jennette McCurdy | Sam Puckett    |
| Nathan Kress     | Freddie Benson |
| Noah Munck       | Gibby          |

### Andre medvirkende
| Skuepsiller           | Rolle                  | Bemærkninger                                       | Medvirker i afsnit:  |
| --------------------- | ---------------------- | -------------------------------------------------- | -------------------- |
| Jim Parsons           | Caleb                  | Han er en psykisk patient der tror han er fra 2077 | Medvirker i afsnit 1 |
| Monique Edwards       | Flora                  |                                                    | Medvirker i afsnit 1 |
| Brian D. Johnson      | Sikkerhedsvagt-chef    |                                                    | Medvirker i afsnit 1 |
| Jason Weissbrod       | Gary Bervin            |                                                    | Medvirker i afsnit 1 |
| Zarii Arri            | Lille pige             |                                                    | Medvirker i afsnit 1 |
| Carol Lyn Black       | Gammel dame            |                                                    | Medvirker i afsnit 1 |
| Peggy Clements        | Natalie                |                                                    | Medvirker i afsnit 1 |
| Tracy Dillon          | Dame fra en bogklub    |                                                    | Medvirker i afsnit 1 |
| Jeremy Dozier         | Goopy Gilbert          | Gibby's bedstefar                                  | Medvirker i afsnit 1 |
| Alfred Rubin Thompson | Sot skræmmende patinet |                                                    | Medvirker i afsnit 1 |
| Sally Elphick         | Nancy                  |                                                    | Medvirker i afsnit 1 |